# Institut d'Estudis Empordanesos
Institut d'Estudis Empordanesos (IEE) és una institució cultural catalana fundada a Figueres per un grup de persones del món de la cultura. Els seus estatuts van ser aprovats l'any 1957 amb el suport i la tutela de l'Ajuntament de la ciutat. Es prenia com a model l'Institut d'Estudis Gironins, fundat uns anys abans, el 1946. La primera junta va estar constituïda per Frederic Marès i Deulovol (president), Eduard Rodeja i Galter (vicepresident), Ramon Guardiola i Rovira (secretari), Xavier Dalfó i Hors (tresorer), Rafel Torrent i Orri (bibliotecari), Joan Galter i Sala, representant de l'Ajuntament de Figueres, Josep M. Elorduy i Buscarons, i Ramon Reig i Corominas (vocals).
La seva finalitat és la de promoure estudis de la comarca de l'Alt Empordà en els vessants històric, econòmic, geogràfic i artístic. Sempre ha comptat amb la col·laboració de les institucions, l'Ajuntament de Figueres en primer lloc, però també la Diputació de Girona, a través del Patronat Francesc Eiximenis (al que s'integra el 1968, organisme que es dissol l'any 2015) i, més tard, el Consell Comarcal de l'Alt Empordà. Des de fa uns anys, l'Institut forma part de la Coordinadora de Centres d'Estudis de Parla Catalana i de l'Institut Ramon Muntaner. Fundació Privada dels Centres d'Estudis de Parla Catalana (IRMU).
S'han succeït socis, juntes i presidents que han fet possible la continuïtat de la institució. La seu de l'Institut d'Estudis Empordanesos ha variat, a banda de locals particulars, s'ha ubicat a l'Ajuntament de Figueres, al Museu de l'Empordà, a l'Arxiu Comarcal de l'Alt Empordà, al local de La Caixa al carrer Francesc Pi i Margall 1 i, finalment, amb seu pròpia a l'Avinguda Pirineus de Figueres 19.
L'Institut d'Estudis Empordanesos ha adaptat el funcionament als canvis normatius i organitzatius dels centres d'estudis del segle XXI. Sense perdre, però, els seus signes d'identitat: la continuïtat institucional, la presència ciutadana, la renovació i l'adaptació a les noves realitats imposades per una societat en canvi constant, amb l'objectiu de ser una eina al servei de la societat empordanesa.

## Objectius
L'Institut d'Estudis Empordanesos treballa en un medi concret, l'Alt Empordà i l'Empordà per extensió, amb l'objectiu de contribuir al coneixement i la difusió de la cultura catalana des d'aquesta part del territori. I ho fa des dels àmbits que li són propis, la recerca i la difusió de les investigacions en els camps diversos de l'Arqueologia, la Història, la Geografia, l'Economia, les Ciències Naturals, les Ciències Socials i les Humanitats en general.
L'Institut d'Estudis Empordanesos s'interessa per tot el que fa referència a l'espai empordanès: tant del passat com del present, tant del patrimoni material com de l'immaterial, tant de la cultura passada i present, com de la realitat actual i futura. I amb una visió àmplia de país. Tot partint de la convicció que en un món globalitzat, treballar en petits espais de referència permet entendre realitats generals.
Línies d'actuació:
- La difusió de la recerca en l'àmbit empordanès, especialment a través de publicacions pròpies: els Annals,[3] les monografies[4] i les biografies empordaneses[5]
- La contribució en la difusió de la recerca empordanesa en col·laboració amb altres institucions i entitats en la publicació d'estudis i treballs[6]
- La divulgació es fa a través de diferents canals, com els cicles de conferències, propis o en col·laboració amb altres entitats, i l'organització d'actes puntuals, com jornades i congressos temàtics,[7] que permetin donar a conèixer la realitat empordanesa
- L'estudi i la defensa del patrimoni empordanès, a sol·licitud d'entitats municipals, o en conjunció amb altres entitats i organitzacions civils del territori
- La presència en els debats existents sobre el present i el futur de l'Empordà
- L'estímul a la recerca dels més joves, a través de la convocatòria dels Premis de Treballs de Recerca de Batxillerat[8]
- La participació en comissions públiques municipals i comarcals en les quals cal el parer de l'entitat
- La presència en les entitats que agrupen els centres d'estudis locals i comarcals a fi de contribuir a assegurar el present i el futur d'aquests centres

## Presidents
1. 1957 - 1976: Frederic Marés[9]
2. 1976 - 1986: Andreu Brugués i Llobera[9]
3. 1986 - 1991: Ramon Guardiola Rovira[9]
4. 1992 - 2007: Eduard Puig Vayreda[10]
5. 2007 - 2015: Pere Gifre Ribas
6. 2015: Anna Maria Puig Griessenberger[11]